# Camilo Sáenz
Camilo Sáenz (Bogotá, Cundinamarca, Colombia, 28 de marzo de 1978) es un actor colombiano de cine, teatro y televisión, reconocido por su participación en las series de televisión Padres e hijos, El cartel 2, Metástasis y La ley del corazón.

## Filmografía

### Televisión
| Año       | Título                            | Personaje                       | Canal              |
| --------- | --------------------------------- | ------------------------------- | ------------------ |
| 2024      | MasterChef Celebrity              | Participante                    | Canal RCN          |
| 2023      | Los medallistas                   | Dr. Zabaleta                    | Caracol Televisión |
| 2022      | Hasta que la plata nos separe     | Luciano Valenzuela              | Canal RCN          |
| 2021      | El Cartel de los Sapos: el origen | El Alemán                       | Netflix            |
| 2021      | Enfermeras                        | Danilo Caderon                  | Canal RCN          |
| 2020      | Verdad oculta                     | Capitán Jacome                  | Canal RCN          |
| 2020      | El general Naranjo                | Romero                          | Fox Premium        |
| 2019      | Las muñecas de la mafia 2         | Esteban Burbano                 | Caracol Televisión |
| 2019      | Reportera X                       | Gilberto Sanmiguel              | Canal 13           |
| 2018      | La ley del corazón 2              | Mario Padilla                   | Canal RCN          |
| 2018      | La reina del flow                 | Alberto Triana                  | Caracol Televisión |
| 2018      | Sitiados 2                        |                                 | Fox Premium        |
| 2017      | Sobreviviendo a Escobar, alias JJ | Duran, detective de la fiscalía | Caracol Televisión |
| 2017      | La nocturna                       |                                 | Caracol Televisión |
| 2016      | La esclava blanca                 | Joaquín Márquez                 | Caracol Televisión |
| 2016      | La viuda negra 2                  | Agente de la DEA                | UniMás             |
| 2015      | La esquina del diablo             | Agente Ibarra                   | UniMás             |
| 2014-2015 | Niche                             |                                 | Caracol Televisión |
| 2014      | Metástasis                        | Hombre en el banco              | UniMás             |
| 2014      | El Chivo                          | Padre Guzmán                    | UniMás             |
| 2010      | El cartel 2: La guerra total      | John Mario Martínez 'Pirulo'    | Caracol Televisión |
| 2009-2010 | La bella Ceci y el imprudente     | Alejandro 'Alejo' Cardona       | Caracol Televisión |
| 2009      | El penúltimo beso                 | Eduardo 'Eddy' Jaramillo        | Canal RCN          |
| 2007      | Mi adorada Malena                 | Sebastián                       | Univision          |
| 2006-2007 | Floricienta                       | Horacio Pereira                 | Canal RCN          |
| 2005-2006 | El amor no tiene precio           | Puma                            | Las Estrellas      |
| 2003-2004 | Ángel rebelde                     | Rehén de Cristal                | Univisión          |
| 2000-2002 | Padres e hijos                    | Alfonso 'Fonzi' Mejía           | Caracol Televisión |
| 2000-2001 | A dónde va Soledad                | Javier Olavarría                | Canal RCN          |
| 2000      | La caponera                       | Sebastián Benavides             | Caracol Televisión |

## Cine
- 2023 - El rey de la montaña[7]
- 2018 - El jardín del olvido
- 2004 - Gimecología (como director de arte)
- 2004 - Solo somos nosotros
- 2003 - La hora del té
- 2003 - En contra
- 2002 - After Party

## Teatro
- 2011 - El Rehen - Productor: Teatro Nacional
- 2010 - Sin Fronteras - Productor: Casa del Teatro
- 2009 - Trainspotting - Productor: Teatro Libre
- 2008 - La Muerte de un Viajante - Productor: Teatro La Castellana